# Bomba (Belize)
Bomba ist ein Ort im Norden des Belize District in Belize.

## Geographie
Bomba ist ein Ort am Quashie Banner Creek bei dessen Zusammenfluss mit dem Northern River. Der Ort ist mit einer einzelnen Straße mit  Maskall im Westen verbunden.